# Heinrich Wilhelm Hayen

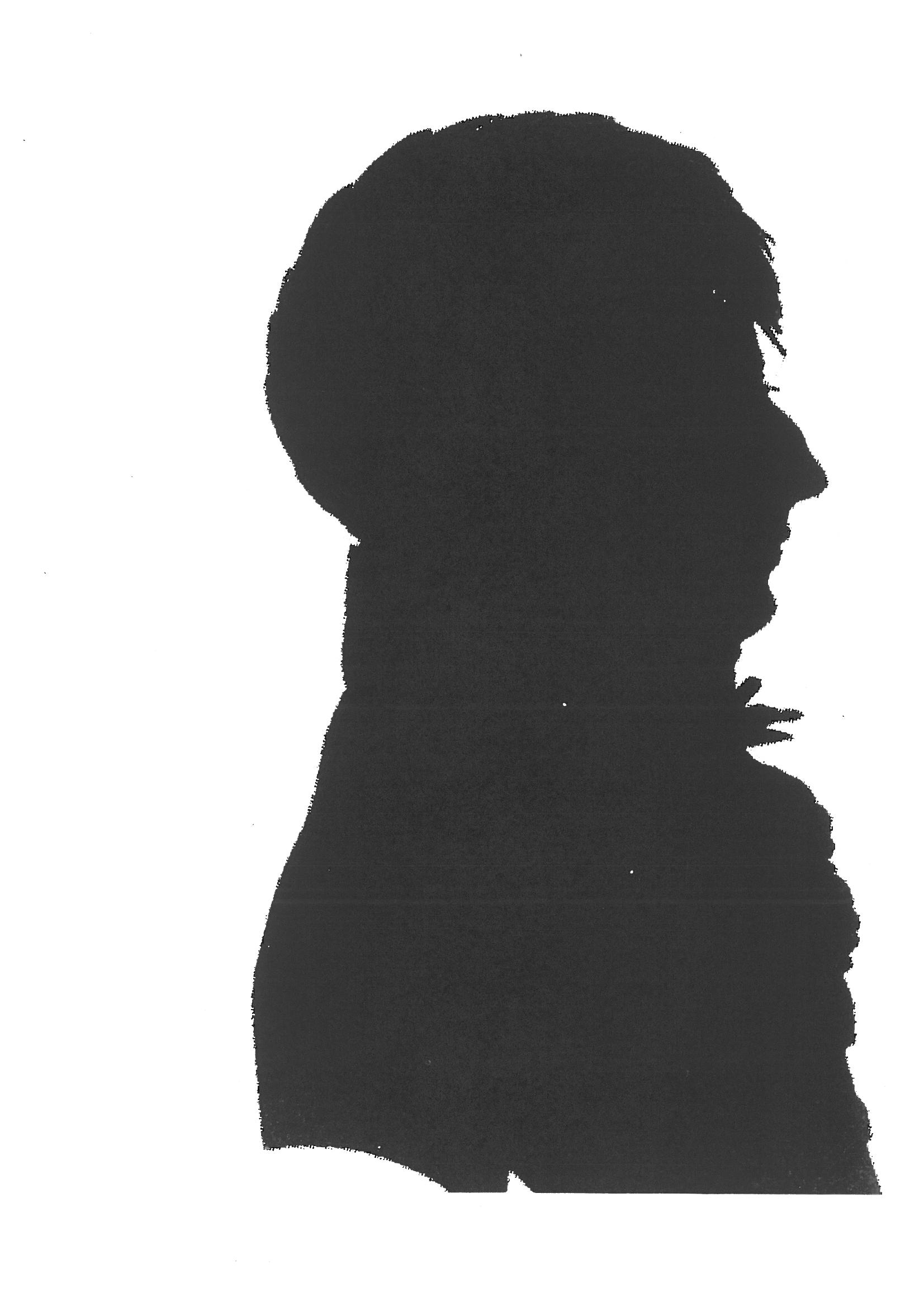
Schattenriss des stud. iur. Heinr. Wilh. Hayen, Heidelberg 1810

Heinrich Wilhelm Hayen (* 2. August 1791 in Oldenburg (Oldb); † 25. März 1854 ebenda) war ein deutscher Verwaltungsjurist und Richter.

## Leben
Heinrich Hayen war der Sohn des oldenburgischen Kammerrevisors Helmerich Hayen und dessen Ehefrau Wilhelmine Charlotte geb. Barkemeyer. Nach dem Besuch des Gymnasiums seiner Heimatstadt nahm er das 1808 Studium der Rechtswissenschaften an der Universität Jena auf, wo er der am 25. Februar 1808 gestifteten Landsmannschaft Guestphalia I angehörte. 1810 wechselte er den Studienort und ging an die Universität Heidelberg. Während seiner Heidelberger Zeit war er Mitglied des Corps Hannovera Heidelberg und dessen Sekretär. Von dort wechselte er gemeinsam mit Corpsbrüdern wie Karl Ludwig Roeck nach dem 21. Oktober 1811 an die Universität Dijon, wo er seine Studien am 8. August 1812 mit dem Lizenziat der Rechtswissenschaft (lic. iur.) abschloss. Während seiner Studienzeit führte er ein Tagebuch, das von seinem Sohn Wilhelm Hayen hundert Jahre später herausgegeben wurde und die universitären Verhältnisse während der Franzosenzeit in Deutschland dokumentiert. Zurück in Oldenburg wurde er noch während der französischen Besetzung zunächst Advokat und ab 1815 von der oldenburgischen Regierung in gleicher Stellung ebenfalls beim Landgericht und 1817 beim Oberappellationsgericht zugelassen. 1820 wurde er als Assessor beim Landgericht in den großherzoglich oldenburgischen Justizdienst übernommen. Von 1827 bis 1842 war er Mitglied des Generaldirektoriums für das Armenwesen. 1828 wurde er zum Kanzleiassessor und Mitglied des Konsistoriums, 1830 zum Kanzleirat ernannt. Von 1833 bis 1836 fungierte Hayen auch als Mitdirektor des Schullehrerseminars. 1840 erhielt er den Titel eines Geheimen Hofrats und wurde Mitglied der Justizkanzlei, in der bereits seit 1819 auch sein Heidelberger Corpsbruder Friedrich Wilhelm Anton Roemer tätig war. Im selben Jahr wurde er in die exklusive Literarische Gesellschaft aufgenommen. 1842 wurde er Vorsitzender des Garnisonsgerichts. 1842 bis 1844 war er Landvogt in Oldenburg und stieg bis zum Vizepräsidenten des Oberappellationsgerichts Oldenburg (1847) auf, um den schon betagten Präsidenten Christian Ludwig Runde zu entlasten. Ab 1849 war Hayens Corpsbruder Römer Präsident dieses Gerichts. Auch sein späteres Leben hat er eingehend durch Tagebücher dokumentiert und damit eine herausragende Quelle des Hoflebens im Großherzogtum Oldenburg für die Zeit bis zur Mitte des 19. Jahrhunderts hinterlassen. Besonders enge Beziehungen hielt er zeitlebens zu seinen in Corpsbrüdern aus Heidelberger Zeit in Oldenburg, aber auch zu Roeck und Gerd Eilers, dem er die Bekanntschaft mit seiner ersten Frau, einer Schülerin von Eilers, verdankte.
Als konservativer Jurist sprach sich Hayen in seinen Schriften für die Einführung von Geschworenengerichten in schweren Kriminalsachen aus, lehnte aber „Schwurgerichte aus dem Volke“ aus. Ebenso wollte er die Anwesenheit von „Repräsentanten des Volkes“ beim Schlussverhör des Angeklagten gestatten und setzte sich für eine freie Beweiswürdigung durch beamtete Richter ein. Er trat damit in Opposition zum von anderen Juristen befürworteten französischen Prozessrecht mit Geschworenengerichten aus Laienrichtern, Trennung von Anklagebehörde und Gericht sowie die Öffentlichkeit und Mündlichkeit des Verfahrens. In die neue oldenburgische Strafprozeßordnung von 1857 haben Hayens Gedankengänge Berücksichtigung gefunden.

## Familie
Er war in erster Ehe verheiratet mit Caroline von Lingen (1794–1822), in zweiter Ehe mit Marie Friederike von Schreeb (1803–1878). Sein Sohn Wilhelm (1834–1918) wurde später Geheimer Oberkirchenrat. Der Lübecker Weinhändler Heinrich Leo Behncke war ein Schwiegersohn.

## Ehrungen
- Oldenburgischer Haus- und Verdienstorden des Herzogs Peter Friedrich Ludwig (1844)

## Schriften
- H. W. Hayen, K. D. von Buttel: Der Richter als Geschworener? Oder Geschwornengericht, mit Mündlichkeit, Oeffentlichkeit und Anklage? Schulzesche Buchhandlung, Oldenburg 1843 (Digitalisat).